# حذيف (الطيال)

تعديل مصدري - تعديل

حذيف هي إحدى قرى عزلة جبل اللوز بمديرية الطيال التابعة لمحافظة صنعاء، بلغ تعداد سكانها 410 نسمة حسب تعداد اليمن لعام 2004.